# أيشالو (آن)
أيشالو (بالفرنسية: Échallon)‏ هي بلدية فرنسية تقع في إقليم آن في فرنسا. رمز إنسي لها هو:1152. أما الرمز البريدي لها فهو: 1130.